# Berlin-Steglitz
Steglitz is een stadsdeel van Berlijn, gelegen in het district Steglitz-Zehlendorf. 

## Geschiedenis
Het dorp werd waarschijnlijk ergens rond 1230 gesticht. Tot de 18de eeuw bleef Steglitz een klein dorp met slechts een honderdtal inwoners. Steglitz profiteerde van zijn ligging aan de oude Reichsstraße 1, de huidige Bundesstraße 1, die zich oorspronkelijk uitstrekte van Aken tot Koningsbergen en werd beschouwd als de meest belangrijke wegverbinding. Het gedeelte tussen Berlijn en Potsdam was in 1792 de eerste geasfalteerde landweg in Pruisen. 
In 1838 werd de Stammbahn door Steglitz aangelegd en in 1839 kreeg Steglitz een station, dat in 1845 echter gesloten werd en in 1864 heropend werd. In 1873 kreeg het station een ontvangstgebouw dat in 1965 afgebroken werd voor de aanleg van de Bundesautobahn 103. De ontwikkeling van de buitenwijken van Berlijn leidde tot een snelle bevolkingsgroei. Tegen 1920 was de bevolking gegroeid tot 80.000 en was het de grootste plattelandsgemeente van Pruisen. Dat jaar werd de gemeente opgenomen in Groot-Berlijn en werd het het 12de district van de stad. Ook de voormalige gemeente Groß-Lichterfelde, Lankwitz en de villakolonie Südende, die voorheen tot Mariendorf behoorde, werden in Steglitz opgenomen. Tot aan de Tweede Wereldoorlog was Südende een apart stadsdeel van Steglitz, maar werd hierna een onderdeel van Steglitz. In 2001 fuseerde Steglitz dan met het district Zehlendorf. 

## Bezienswaardigheden
De Schloßstraße is het centrum van het stadsdeel en is de tweede grootste winkelstraat van Berlijn. Bezienswaardig zijn het Bierpinsel, Rathaus Steglitz, Steglitzer Kreisel en het Gutshaus Steglitz.

## Verkeer
In 1839 opende het station Steglitz (sinds 1992 Rathaus Steglitz), maar er is ook nog een tweede station (Station Feuerbachstraße), dat in 1933 opende. De Anhalter Bahn en dienst Vorortbahn sporen door het stadsdeel. In Südende ligt ook nog het station Südende. Er liep vroeger ook een tramlijn, maar deze werd in 1963 gestopt. Er is wel een metro, lijn U9.

## Sport
Steglitzer SC Südwest 1947 werd in 1947 opgericht en speelde tussen 1950 en 1974 21 seizoenen in de Amateurliga Berlin wat tot 1963 de tweede en tot 1974 de derde klasse was. Intussen speelt de club in de lokale Berlijnse reeksen. 
Dahlem ·
Lankwitz ·
Lichterfelde ·
Nikolassee ·
Schlachtensee ·
Steglitz ·
Wannsee ·
Zehlendorf